# Montilliez
Montilliez är en kommun i distriktet Gros-de-Vaud i kantonen Vaud, Schweiz. Kommunen har 1 894 invånare (2023).
Kommunen består av byarna Dommartin, Naz, Poliez-le-Grand och Sugnens.
Byarna var tidigare självständiga kommuner, men 1 juli 2011 slogs kommunerna samman till den nya kommunen Montilliez.